# Estação Ecológica de Carijós
A Estação Ecológica de Carijós é uma unidade de conservação brasileira de proteção integral da natureza localizada no município catarinense de Florianópolis, ao norte da ilha de Santa Catarina.
Carijós foi criada através do Decreto N.º 94.656 de 20 de julho de 1987, com uma área de 619 ha. Contudo, a área do polígono descrevendo a estação equivale a 759,33 ha.
A unidade é formada por dois grandes manguezais:
- Manguezal do Ratones: acesso pela rodovia SC-402, em direção aos bairro Jurerê e praia da Daniela.
- Manguezal do Saco Grande: acesso pela rodovia SC-401, iniciando na região do viaduto do Monte Verde.

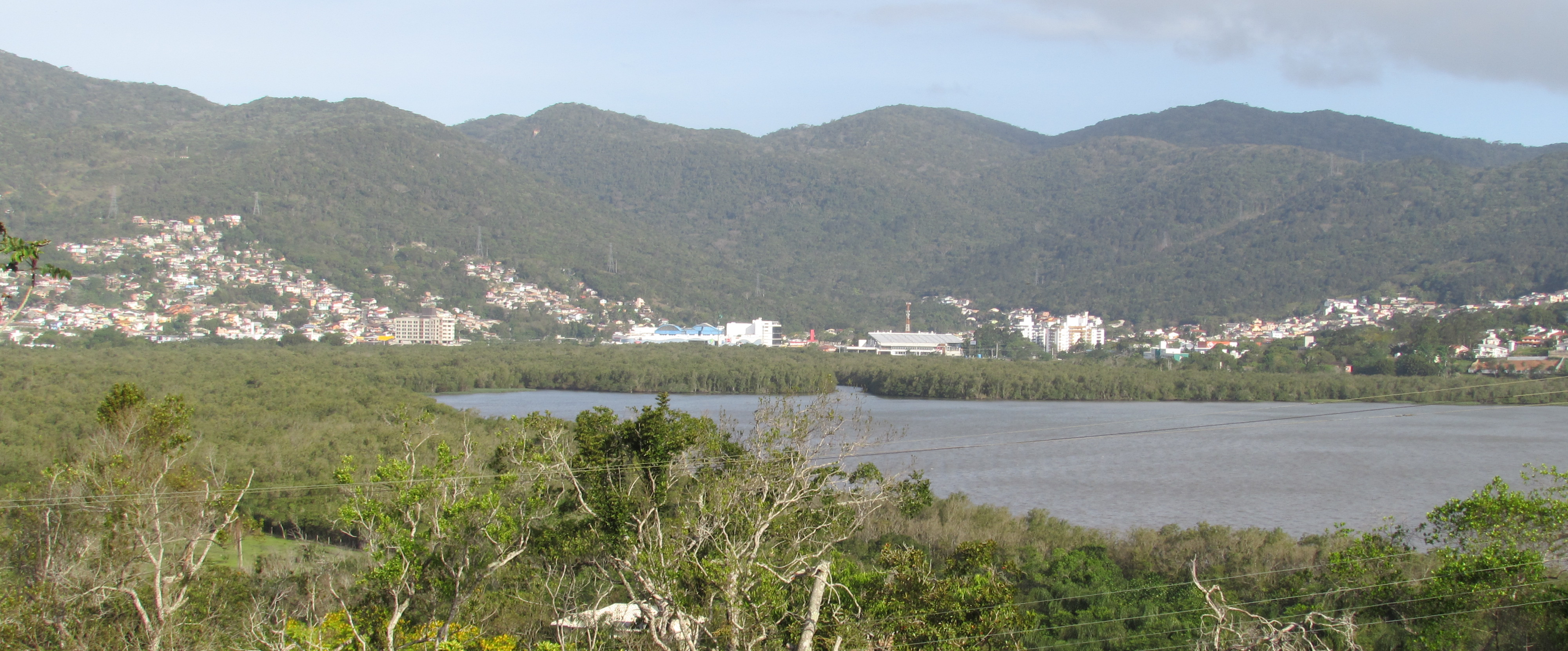
Panorâmica de uma das duas áreas protegidas pela Estação Ecológica de Carijós: o manguezal do bairro Saco Grande (na foto é a área verde ao lado do mar). Ao fundo os morros do bairro Saco Grande, também protegidos por lei.

## Biodiversidade
Até 2014, 227 espécies de aves eram encontradas na área, incluindo 6 espécies ameaçadas de extinção.  Também ocorrem dentro da ESEC pelo menos 42 espécies de peixes, além de mamíferos, anfíbios e répteis ameaçados de extinção, como o jacaré-de-papo-amarelo.

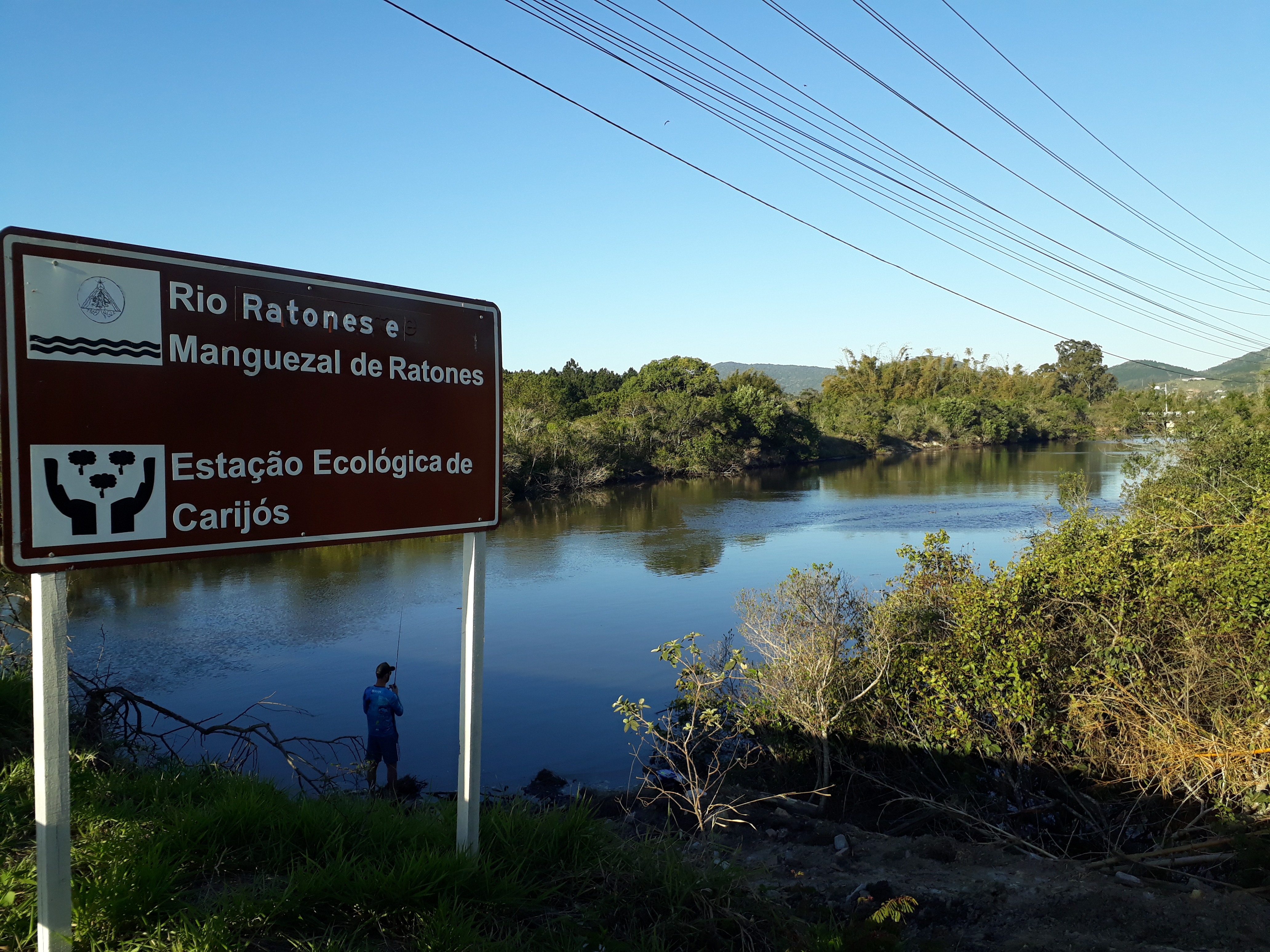
Foto do Rio Ratones na região da Estação Ecológica de Carijós, próximo da ponte na rodovia SC-402.